# چند شکلی

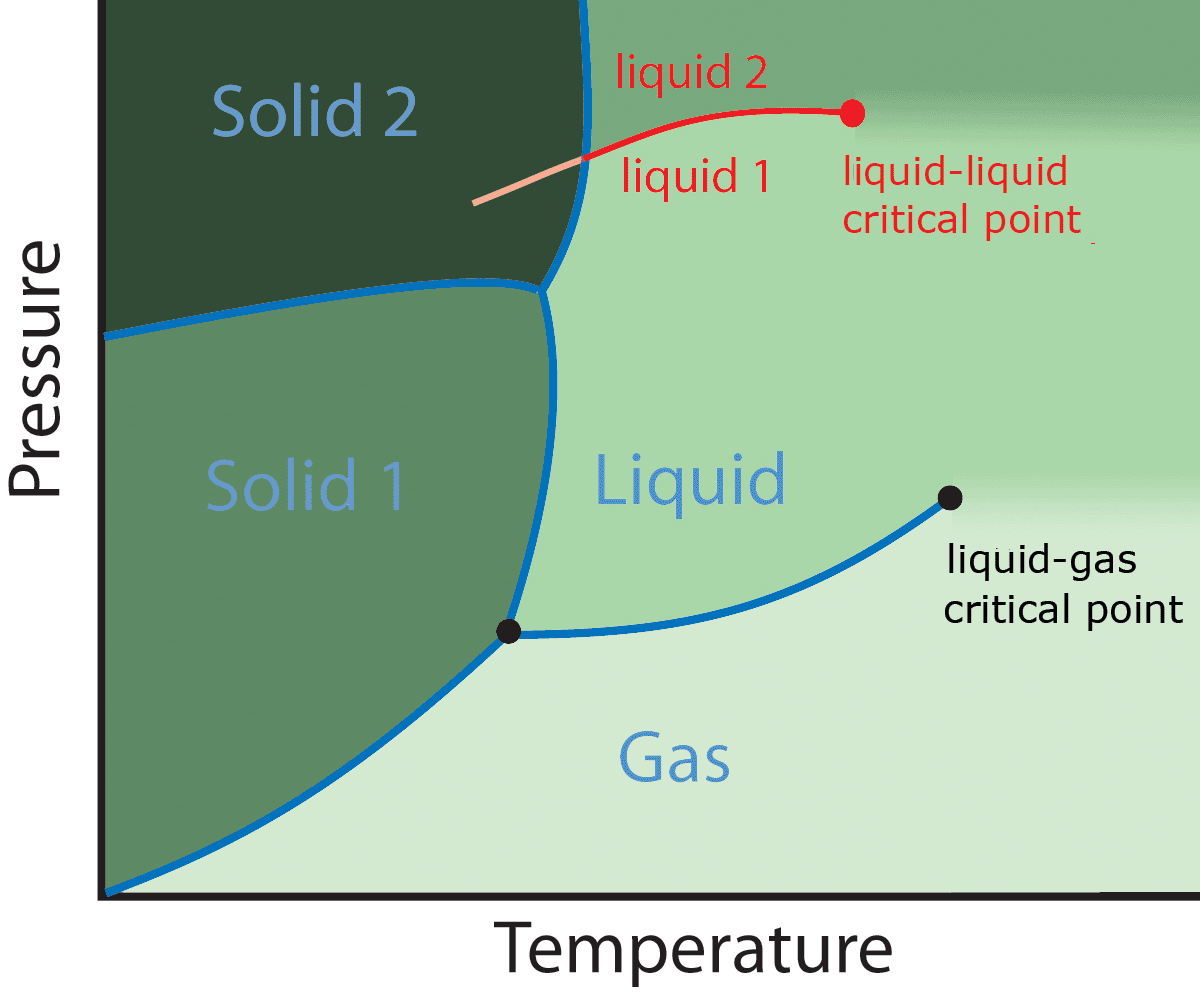
نمودار فازی دما-فشار، شامل تصویری از خط انتقال مایع-مایع برای چندین ماده پلی‌مورف یشنهاد شده است. این انتقال فاز مایع-مایع یک انتقال ناپیوسته مرتبه اول بین مایعات با چگالی کم و زیاد (با برچسب 1 و 2) خواهد بود. این موضوع مشابه چندشکلی مواد کریستالی است، که در آن حالت‌های کریستالی پایدار مختلف (جامد 1 و 2 در نمودار) از یک ماده می‌تواند وجود داشته باشد (مثلاً الماس و گرافیت دو پلی‌مورف کربن هستند). مانند انتقال معمولی مایع-گاز، انتظار می‌رود انتقال مایع-مایع به نقطه بحرانی مایع-مایع ختم شود. در دماهای فراتر از این نقاط بحرانی، یک محدوده پیوسته از حالت های سیال وجود دارد، یعنی تمایز بین مایعات و گازها از بین می‌رود. اگر از تبلور اجتناب شود، انتقال مایع-مایع می‌تواند به ناحیه مایع فوق‌خنک‌شده و نیمه پایدار گسترش یابد.

شماتیک پتانسیل های جفت اتمی. خط آبی یک پتانسیل نوع لنارد-جونز است که نقطه بحرانی مایع-گاز عادی را نشان می‌دهد. خط قرمز، یک پتانسیل از نوع چاه دوگانه است که برای سیستم‌های پلی‌مورف پیشنهاد شده است. خط خاکستری، نماینده پتانسیل‌های چاه مربعی با هسته نرم است که در شبیه‌سازی‌های اتمی، گذارهای مایع-مایع و یک نقطه بحرانی دوم را نشان می‌دهند. اعداد 1 و 2 به حداقل های اول و دوم در پتانسیل‌ها مربوط هستند.

پلی‌مورفیسم توانایی یک ماده است که در چند آمورف مختلف وجود داشته باشد. این پدیده شبیه به چندشکلی مواد کریستالی است. بسیاری از مواد آمورف می‌توانند با ویژگی‌های آمورف مختلف (به عنوان مثال پلیمرها) وجود داشته باشند. با این حال، پلی‌مورفیسم به دو حالت آمورف مجزا با یک انتقال فاز واضح و ناپیوسته (مرتبه اول) بین آنها نیاز دارد. هنگامی که چنین گذار فازی بین دو حالت مایع پایدار رخ می‌دهد، یک انتقال پلی‌مورفیک ممکن است با عنوان انتقال فاز مایع-مایع نیز شناخته شود. 

## نمای کلی
با اینکه مواد آمورف نظم اتمی دوره ای دوربرد را نشان نمی‌دهند، اما ساختار محلی قابل توجه و متنوعی در مقیاس های طولی بین اتمی وجود دارد (به ساختار مایعات و شیشه ها مراجعه کنید). ساختارهای محلی مختلف می‌توانند فازهای آمورف با ترکیب شیمیایی یکسان را با خواص فیزیکی متفاوت مانند چگالی تولید کنند. در چندین مورد گذارهای شدید بین دو حالت آمورف، چگالی متفاوت از یک ماده مشاهده شده است. یخ آمورف یکی از نمونه های مهم است (نمونه های زیر را نیز ببینید).  انتظار می‌رود که چندین مورد از این انتقال‌ها (از جمله آب) به نقطه بحرانی دوم ختم شوند.

## انتقال مایع-مایع
پلی‌مورفیسم ممکن است در مورد همه حالت‌های آمورف اعمال شود، مانند شیشه ها، سایر جامدات آمورف، مایعات فوق سرد، مایعات یا سیالات معمولی. با این حال، گذار مایع-مایع فقط در حالت مایع رخ می‌دهد (خط قرمز در نمودار فاز، بالا سمت راست). در این مقاله گذارهای مایع-مایع به عنوان گذار بین دو مایع از یک ماده شیمیایی تعریف شده است. در جاهای دیگر، اصطلاح گذار مایع-مایع ممکن است به گذارهای معمول‌تر بین مخلوط‌های مایع با ترکیبات شیمیایی مختلف اشاره داشته باشد.
حالت مایع پایدار بر خلاف اکثر شیشه ها و جامدات آمورف، یک حالت تعادلی ترمودینامیکی پایدار است. بنابراین، گذارهای جدید مایع-مایع یا سیال-سیال در حالت‌های پایدار مایع (یا سیال)، آسان‌تر از انتقال در جامدات آمورف است که در آن، استدلال‌ها به دلیل ماهیت غیر تعادلی و غیر ارگودیکی حالت آمورف، پیچیده می‌شوند.

### نظریه راپوپورت
گذارهای مایع-مایع برای اولین بار توسط راپوپورت در سال 1967 مطرح شد تا حداکثر منحنی ذوب فشار بالا برای برخی از فلزات مایع را توضیح دهد.  بر اساس نظریه راپوپورت،  وجود حداکثر در منحنی ذوب در سیستم های پلی‌مورفیک ضروری است.

### پتانسیل‌های چاه دوگانه
یک توضیح فیزیکی برای پلی‌‌مورفیسم وجود پتانسیل جفت اتمی از نوع  چاه دوگانه است (به نمودار پایین سمت راست مراجعه کنید). به خوبی شناخته شده است که نقطه بحرانی معمول مایع-گاز زمانی ظاهر می‌شود که پتانسیل جفت اتمی دارای حداقل باشد. در انرژی های پایین‌تر (دمای کمتر) ذرات به دام افتاده در این حداقل، به حالت مایع متراکم می‌شوند. اما در دماهای بالاتر، این ذرات می‌توانند از چاه فرار کنند و تمایز واضح بین مایع و گاز از بین می‌رود. مدل‌سازی مولکولی نشان داده است که افزودن یک چاه دوم، یک گذار اضافی بین دو مایع مختلف (یا سیال) با یک نقطه بحرانی دوم ایجاد می‌کند. 

## نمونه‌هایی از پلی‌مورفیسم
پلی‌مورفیسم به طور نظری در سیلیکون ، فسفر مایع، تری فنیل فسفات ، مانیتول و در برخی دیگر از مواد تشکیل دهنده شبکه مولکولی پیشنهاد شده یا به صورت تجربی مشاهده شده است. 

### آب و آنالوگ‌های ساختاری
معروف‌ترین مثال از پلی‌مورفیسم یخ آمورف است. تحت فشار قرار دادن کریستال‌های یخ شش ضلعی معمولی تا حدود 1.6 گیگا پاسکال در دمای نیتروژن مایع (77 K) آن‌ها را به یخ آمورف با چگالی بالا تبدیل می‌کند. پس از آزاد شدن فشار، این فاز پایدار است و دارای چگالی 1.17 گرم بر سانتی متر مکعب در دمای 77 کلوین و فشار 1 بار می‌باشد. گرم شدن متعاقب آن تا دمای 127 کلوین در فشار محیط، این فاز را به یک یخ آمورف با چگالی کم (0.94 گرم بر سانتی متر مکعب در فشار 1 بار) تبدیل می‌کند.  با این حال، اگر یخ آمورف با چگالی بالا تا دمای 165 کلوین و نه در فشارهای پایین، بلکه با نگه داشتن فشار 1.6 گیگا پاسکال گرم شود و سپس تا دمای 77 کلوین سرد شود، آنگاه یخ آمورف دیگری تولید می‌شود که چگالی آن  1.25 گرم بر سانتی متر مکعب و در فشار 1 بار است. تمام آن اشکال آمورف دارای طیف های شبکه ارتعاشی و فواصل بین مولکولی بسیار متفاوتی هستند.   یک انتقال ناگهانی فاز مایع- آمورف مشابه، در سیلیکون مایع زمانی که تحت فشارهای بالا سرد می‌شود، پیش بینی می‌شود.  این مشاهدات مبتنی بر اصول اولیه شبیه‌سازی‌های کامپیوتری دینامیک مولکولی است و نیز به طور شهودی مورد انتظار است ،زیرا کربن آمورف چهار وجهی، سیلیکون و ژرمانیوم از نظر ساختاری مشابه آب هستند. 

### مایعات و شیشه‌های اکسیدی
مذاب های ایتریا - آلومینا سیستم‌های دیگری هستند که به عنوان پلی‌مورفیسم گزارش شده‌اند. مشاهده یک انتقال فاز مایع-مایع در مایع فوق خنک گزارش شده است.  با این حال این موضوع در ادبیات علمی مورد بحث است.  پلی‌مورفیسم در شیشه های ایتریا آلومینا نیز گزارش شده است. ذوب‌های ایتریا-آلومینا که از حدود دمای 1900درجه سانتی‌گراد با نرخ سرمایش 400 درجه سانتی‌گراد بر ثانیه سرد می‌شوند، می‌توانند شیشه‌های حاوی فاز دوم را تشکیل دهند. این پدیده برای نسبت‌های خاصی از Y/Al (حدود 20 تا 40 درصد مولی Y2O3) اتفاق می‌افتد. این دو فاز دارای ترکیب متوسط یکسانی هستند، اما چگالی، ساختار مولکولی و سختی متفاوتی دارند.  با این حال، اینکه فاز دوم، شیشه‌ای یا کریستالی است، مورد بحث می‌باشد.  با سرد کردن، تغییرات پیوسته چگالی برای موادی مانند دی اکسید سیلیکون یا دی اکسید ژرمانیوم مشاهده می‌شود. اگرچه این تغییرات چگالی پیوسته یک انتقال مرتبه اول را تشکیل نمی‌دهند، اما ممکن است نشان‌دهنده یک انتقال ناگهانی اساسی باشند.
پلی‌مورفیسم همچنین در ترکیبات آلی مانند تری فنیل فسفیت مایع در دمای بین 210 کلوین تا 226 کلوین     و n- بوتانول در دمای بین 120 کلوین تا 140 کلوین مشاهده شده است.  
پلی‌مورفیسم نیز یک حوزه مهم در علم داروسازی است. شکل آمورف یک دارو معمولاً حلالیت آبی بسیار بهتری دارد (در مقایسه با شکل کریستالی مشابه) اما ساختار محلی واقعی در یک داروی آمورف بسته به روشی که برای تشکیل فاز آمورف استفاده می‌شود، می‌تواند متفاوت باشد. مانیتول اولین ماده دارویی است که دارای پلی‌مورفیسم می‌باشد.  علاوه بر فاز آمورف معمولی، فاز آمورف دوم را می‌توان در دما و فشار اتاق تهیه کرد. این فاز جدید دارای انرژی کمتر، چگالی کمتر و دمای انتقال شیشه‌ای بالاتر است. از آنجایی که مانیتول به طور گسترده در تولید قرص های دارویی استفاده می‌شود، پلی‌مورفیسم مانیتول ابزار قدرتمندی برای مهندسی خواص و رفتار قرص‌ها ارائه می‌دهد. 
[رده: گذارهای فاز، فازهای ماده، جامدهای بی‌شکل]